# Neochauliodes bicuspidatus
Neochauliodes bicuspidatus är en insektsart som beskrevs av X.-y. Liu och Ding Yang 2006. Neochauliodes bicuspidatus ingår i släktet Neochauliodes och familjen Corydalidae. Inga underarter finns listade i Catalogue of Life.